# Copa Libertadores da América Sub-20 de 2024
A Copa Libertadores da América Sub-20 de 2024, oficialmente Copa CONMEBOL Libertadores Sub-20 de 2024 foi a 8ª edição desta competição de futebol organizada pela Confederação Sul-Americana de Futebol (CONMEBOL) para jogadores com até 20 anos de idade.
A competição teve como sede o Uruguai, acontecendo do dia 2 ao 17 de março de 2024. O então defensor do título era o Boca Juniors.

## Formato
O torneio foi disputado em duas fase: Fase de Grupos e Fase Final.
- Fase de grupos: Essa fase foi disputada pelas 12 equipes classificadas, as quais foram distribuídas em três grupos (A, B e C). Ao final da fase, classificam-se os primeiros colocados de cada grupo e o melhor segundo colocados dentre os três grupos.
- Fase final: Os quatro times classificados da fase grupos irão se enfrentar em jogos únicos nas semifinais. Os dois vencedores irão disputar o título da final, enquanto que os perdedores irão disputar a partida pelo terceiro lugar.

## Equipes participantes
Nesta edição, as 12 vagas foram distribuídas da seguinte forma: atual campeão; 1 vaga adicional ao país anfitrião; 1 equipe de cada uma das 10 associações filiadas à CONMEBOL.
| Associação                           | Equipe                  | Forma de classificação                                                 |
| ------------------------------------ | ----------------------- | ---------------------------------------------------------------------- |
| Argentina · (1 vaga + atual campeão) | Boca Juniors            | Campeão da Libertadores Sub-20 2023                                    |
| Argentina · (1 vaga + atual campeão) | Rosário Central         | Vice-campeão em quarta divisão do Torneio do Primeiro Semestre de 2023 |
| Bolívia · (1 vaga)                   | Always Ready            | Campeão do Torneo Nacional Sub-20 2023                                 |
| Brasil · (1 vaga)                    | Flamengo                | Campeão do Campeonato Brasileiro de Futebol Sub-20 de 2023             |
| Chile · (1 vagas)                    | Colo-Colo               | Campeão do Campeones Categoría Proyección 2023                         |
| Colômbia · (1 vaga)                  | Águilas Doradas         | Campeão da Supercopa Juvenil FCF 2023                                  |
| Equador · (1 vaga)                   | Aucas                   | Campeão do Campeonato Nacional Sub-19 2023                             |
| Paraguai · (1 vaga)                  | Olimpia                 | Campeão do Campeones Sub-19 2023                                       |
| Peru · (1 vaga)                      | Sporting Cristal        | Campeão do Torneo de Promoción e Reservas da Liga 1 de 2023            |
| Uruguai · (1 vaga + anfitrião)       | Defensor Sporting       | Campeão do Torneio Apertura do Campeonato Juvenil Uruguaio Sub-19 2023 |
| Uruguai · (1 vaga + anfitrião)       | Montevideo City Torque  | Campeão do Torneio Clausura do Campeonato Juvenil Uruguaio Sub-19 2023 |
| Venezuela · (1 vaga)                 | Academia Puerto Cabello | Campeão do Torneio Sub-19 2023                                         |

## Sorteio
O sorteio dos grupos será realizado no dia 13 de fevereiro de 2024, na sede da Conmebol em Luque, Paraguai.
- As 12 equipes serão alocadas em quatro potes com três equipes cada, de acordo com a colocação da sua associação na edição anterior do torneio, com a equipe adicional do país anfitrião sendo alocada no pote 4;
- As equipes da mesma associação não podem ser sorteadas no mesmo grupo.

| Pote 1                                        | Pote 2                                                  | Pote 3                                   | Pote 4                                                     |
| --------------------------------------------- | ------------------------------------------------------- | ---------------------------------------- | ---------------------------------------------------------- |
| - Boca Juniors (A1) - Rosário Central - Aucas | - Olimpia - Defensor Sporting - Academia Puerto Cabello | - Flamengo - Águilas Doradas - Colo-Colo | - Sporting Cristal - Always Ready - Montevideo City Torque |

## Fase de grupos

### Grupo A
| Pos | Equipe                  | Pts | J | V | E | D | GP | GC | SG  | Classificado       |   | BOC | APC | CCL | ALW |
| --- | ----------------------- | --- | - | - | - | - | -- | -- | --- | ------------------ | - | --- | --- | --- | --- |
| 1   | Boca Juniors            | 7   | 3 | 2 | 1 | 0 | 6  | 0  | +6  | Semifinal          |   | —   | 2–0 | —   | 4–0 |
| 2   | Academia Puerto Cabello | 6   | 3 | 2 | 0 | 1 | 7  | 4  | +3  | Possível semifinal |   | —   | —   | 2–1 | 5–1 |
| 3   | Colo-Colo               | 4   | 3 | 1 | 1 | 1 | 4  | 2  | +2  |                    |   | 0–0 | —   | —   | —   |
| 4   | Always Ready            | 0   | 3 | 0 | 0 | 3 | 1  | 12 | −11 |                    | — | —   | 0–3 | —   |     |

### Grupo B
| Pos | Equipe                 | Pts | J | V | E | D | GP | GC | SG | Classificado       |     | CEN | OLI | MCT | AGU |
| --- | ---------------------- | --- | - | - | - | - | -- | -- | -- | ------------------ | --- | --- | --- | --- | --- |
| 1   | Rosário Central        | 6   | 3 | 2 | 0 | 1 | 4  | 3  | +1 | Semifinal          |     | —   | 1–0 | 2–1 | —   |
| 2   | Olimpia                | 4   | 3 | 1 | 1 | 1 | 2  | 1  | +1 | Possível semifinal |     | —   | —   | 2–0 | 0–0 |
| 3   | Montevideo City Torque | 4   | 3 | 1 | 1 | 1 | 5  | 5  | 0  |                    |     | —   | —   | —   | 4–3 |
| 4   | Águilas Doradas        | 3   | 3 | 1 | 0 | 2 | 5  | 7  | −2 |                    | 2–1 | —   | —   | —   |     |

### Grupo C
| Pos | Equipe            | Pts | J | V | E | D | GP | GC | SG | Classificado       |     | FLA | AUC | DFS | SCR |
| --- | ----------------- | --- | - | - | - | - | -- | -- | -- | ------------------ | --- | --- | --- | --- | --- |
| 1   | Flamengo          | 9   | 3 | 3 | 0 | 0 | 7  | 2  | +5 | Semifinal          |     | —   | 2–1 | —   | —   |
| 2   | Aucas             | 6   | 3 | 2 | 0 | 1 | 8  | 5  | +3 | Possível semifinal |     | —   | —   | 4–2 | 3–1 |
| 3   | Defensor Sporting | 3   | 3 | 1 | 0 | 2 | 4  | 5  | −1 |                    |     | 0–1 | —   | —   | 2–0 |
| 4   | Sporting Cristal  | 0   | 3 | 0 | 0 | 3 | 2  | 9  | −7 |                    | 1–4 | —   | —   | —   |     |

### Classificação dos vice-campeões do grupo
| Pos | Grp | Equipe                  | Pts | J | V | E | D | GP | GC | SG | Classificado |
| --- | --- | ----------------------- | --- | - | - | - | - | -- | -- | -- | ------------ |
| 1   | C   | Aucas                   | 6   | 3 | 2 | 0 | 1 | 8  | 5  | +3 | Semifinal    |
| 2   | A   | Academia Puerto Cabello | 6   | 3 | 2 | 0 | 1 | 7  | 4  | +3 |              |
| 3   | B   | Olimpia                 | 4   | 3 | 1 | 1 | 1 | 2  | 1  | +1 |              |

## Fase final
|  | Semifinais              | Semifinais              |   |                         | Final                   | Final |  |
|  |                         |                         |   |                         |                         |       |  |
|  | 14 de março - Maldonado |                         |   |                         |                         |       |  |
|  | Boca Juniors            | 2                       |   |                         |                         |       |  |
|  | Aucas                   | 1                       |   |                         |                         |       |  |
|  |                         |                         |   |                         |                         |       |  |
|  |                         |                         |   |                         | 17 de março - Maldonado |       |  |
|  |                         |                         |   |                         | Boca Juniors            | 1     |  |
|  |                         | Flamengo                | 2 |                         |                         |       |  |
|  |                         |                         |   |                         |                         |       |  |
|  |                         |                         |   |                         |                         |       |  |
|  |                         |                         |   |                         | Terceiro lugar          |       |  |
|  | 14 de março - Maldonado | 14 de março - Maldonado |   | 16 de março - Maldonado | 16 de março - Maldonado |       |  |
|  | Rosário Central         | 1                       |   | Aucas                   | 1                       |       |  |
|  | Flamengo                | 2                       |   |                         | Rosário Central         | 2     |  |

### Semifinais
| 14 de março de 2024 | Boca Juniors             | 2 – 1  | Aucas        | Estádio Domingo Burgueño, Maldonado |  |
| 15:00               | Dalmasso 37' · Payal 84' | Súmula | 88' Di Lollo | Árbitro: URU Mathías De Armas       |  |

| 14 de março de 2024 | Rosário Central | 1 – 2     | Flamengo            | Estádio Domingo Burgueño, Maldonado |  |
| 18:30               | Moscoloni 20'   | [ Súmula] | 56' (pen), 72' Iago | Árbitro: PAR Juan López             |  |

### Terceiro lugar
| 16 de março de 2024 | Aucas              | 1 – 2  | Rosário Central          | Estádio Domingo Burgueño, Maldonado |  |
| 15:00               | Zambrano 54' (pen) | Súmula | 41' Beltrán · 90+1' Ruiz | Árbitro: VEN Yender Herrera         |  |

### Final
| 17 de março de 2024 | Boca Juniors | 1 – 2  | Flamengo                 | Estádio Domingo Burgueño, Maldonado |  |
| 15:00               | Rodríguez 5' | Súmula | 24' Shola · 45+2' Lorran | Árbitro: COL Carlos Betancur        |  |

## Premiação
| Copa Libertadores da América Sub-20 de 2024 |
| Brasil                                      |
| ------------------------------------------- |
| Flamengo Campeão (1º título)                |